# EPTB Seine Grands Lacs
Vous lisez un « bon article » labellisé en 2010.  Il fait partie d'un « bon thème ».
Pour les articles homonymes, voir Grands Lacs.
EPTB Seine Grands Lacs est un établissement public territorial de bassin créé en 1969 sous le nom d'Institution interdépartementale des barrages-réservoirs du bassin de la Seine. Regroupant les départements de l'ancienne Seine, il assure la mission d'écrêter les crues d'hiver et de printemps de la Seine et de ses principaux affluents (l'Yonne, la Marne et l'Aube) et de soutenir leurs débits en été et en automne. L'EPTB Seine Grands Lacs agit dans le cadre des programmes d'actions de prévention des inondations de la Seine en faveur de la réduction de la vulnérabilité des territoires aux inondations.
L'établissement public s'appelait jusqu'en 2010 Grands lacs de Seine. Par extension, le terme « grands lacs de Seine » évoque également les quatre lacs artificiels, situés en Bourgogne et Champagne, construits et gérés par cet établissement. Leur superficie totale est de 101 km2, ce qui équivaut à celle de la ville de Paris. L'EPTB Seine Grands Lacs œuvre à la réalisation d'un projet de nouvel ouvrage dans le secteur de la Bassée aval (Seine-et-Marne), destiné à compléter le dispositif de protection contre les inondations et à réduire les dommages prévisibles liés à ces phénomènes dans les agglomérations situées en aval.

## Historique

### Avant l'IIBRBS: la nécessité de réguler le cours de la Seine
Dès 1830, l'État réalise des études et met en évidence des limites d'approvisionnement en eau de Paris pendant les années sèches. Ces études sont notamment réalisées à la faveur de la construction d'ouvrages de navigation et grâce à la création d'un service hydrométrique étatique (120 stations de mesure des variations des cours d'eau et de la pluie). À partir des années 1850, les grands ingénieurs de l'époque étudient ainsi des projets de construction d'ouvrages pour l'écrêtement des crues et le soutien d'étiage.[réf. nécessaire] En 1883, Eugène Belgrand aborde par exemple dans La Seine : Le Bassin parisien aux âges antéhistoriques la question d'équiper le bassin d'ouvrages de rétention pour différents usages, notamment pour l'écrêtement des crues.

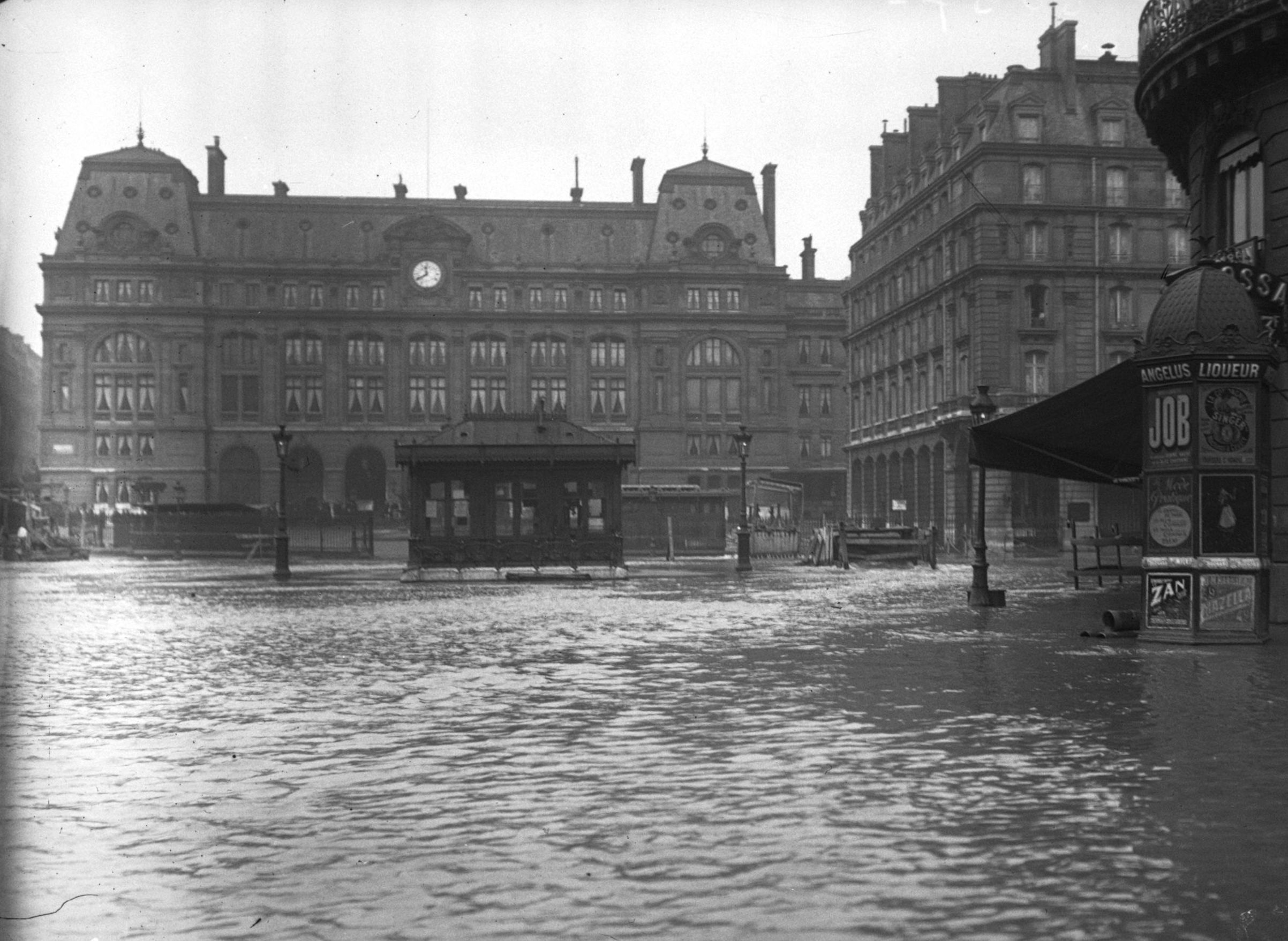
La gare de Paris-Saint-Lazare pendant la crue de 1910.

En janvier 1910, une crue de la Seine inonde de nombreuses rues parisiennes et 20 000 immeubles, touchant environ 200 000 habitants de la ville. Le 22 janvier, le métro parisien est à son tour sous les eaux. La Seine met 45 jours à retrouver son niveau normal. Les dégâts s'élèvent à 400 millions de francs-or, soit 1,5G d'aujourd'hui[Quoi ?]. À la suite de cette crue et de celle de 1924, qui touche aussi Paris et son agglomération, ainsi que des sécheresses des années 1920, l'État et le département de la Seine décidènt d'aménager la Seine et ses affluents en amont de la capitale, pour réguler le cours du fleuve.[réf. nécessaire]
Ainsi, en 1949, est mis en service le premier « grand lac de Seine », le lac de Pannecière, sur l'Yonne. En 1966, alors que le lac-réservoir Marne est en cours de construction, le lac-réservoir Seine est inauguré à proximité de Troyes, en Champagne humide. C'est alors le département de la Seine qui gère ces trois lacs et leur construction.

### L'Institution interdépartementale des barrages-réservoirs du bassin de la Seine (1969-2010)

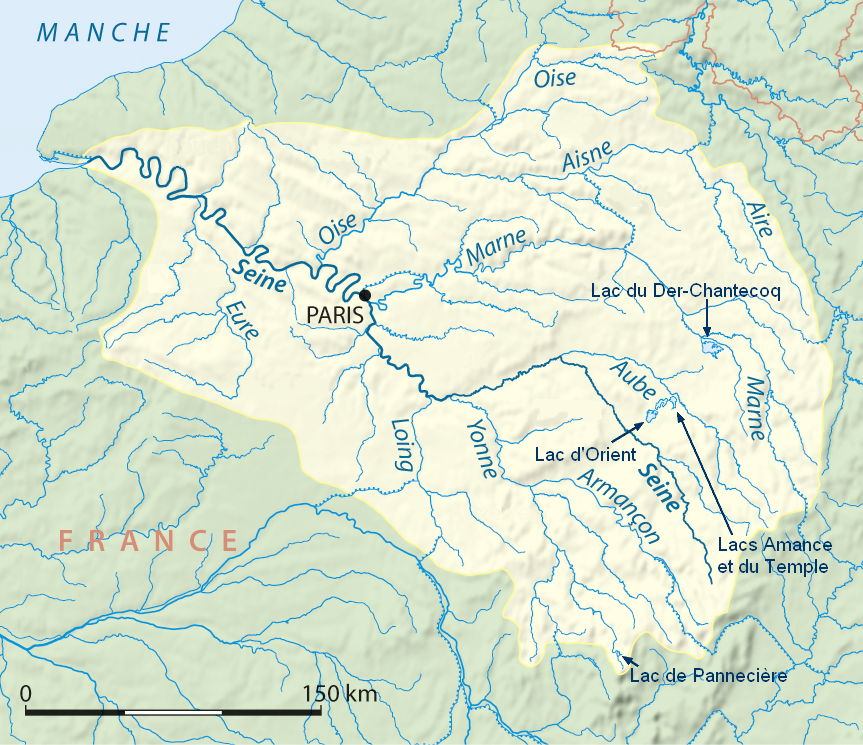
Carte du bassin versant de la Seine et des grands lacs de Seine.

Le 16 juin 1969, à la suite de la disparition du département de la Seine survenue un an plus tôt, un arrêté ministériel crée officiellement l'« Institution interdépartementale des barrages-réservoirs du bassin de la Seine » (IIBRBS). Cet établissement public de bassin est désormais géré par les conseils généraux des quatre départements issus de celui de la Seine : celui de Paris, des Hauts-de-Seine, de la Seine-Saint-Denis et du Val-de-Marne. Il a donc pour vocation de renforcer les débits de la Seine et de ses affluents lors de l'étiage (pour assurer les ressources en eau nécessaires à l'agglomération parisienne) et de protéger l'Île-de-France des inondations au moyen de lacs-réservoirs, dont il s'occupe.
L'organisme est financé à 50,02 % par la municipalité de Paris et à hauteur de 16,66 % pour chacun des trois autres départements de la petite couronne. Il est dirigé par un conseil d'administration composé de 24 membres (12 pour Paris, 4 pour les Hauts-de-Seine, 4 pour la Seine-Saint-Denis et 4 pour le Val-de-Marne), désignés par les conseillers généraux de ces départements.
L'année 1974 fut marquée par l'inauguration du lac du Der-Chantecoq (lac-réservoir Marne), qui devint le plus grand lac artificiel de France. Entre 1989 et 1990, le lac Amance et le lac du Temple, en dérivation de l'Aube, furent mis en eau.
L'institution est présidée de 2001 à 2012 par Pascal Popelin, alors premier adjoint au maire de Livry-Gargan et vice-président du conseil général de la Seine-Saint-Denis. Elle emploie alors 140 agents, essentiellement affectés à l'entretien des ouvrages.

### L'établissement public territorial de bassin (depuis 2011)
En 2010, l'Institution interdépartementale souhaite être reconnue comme établissement public territorial de bassin, dont la mission est plus large et vise à faciliter dans sa globalité la gestion équilibrée de la ressource en eau à l'échelle d'un bassin hydrographique cohérent (en l'occurrence le bassin « Seine-amont »). Ce nouveau statut est vu comme une solution à la discordance entre les administrateurs et financeurs de l'organisme, limités à Paris et sa petite couronne, et les territoires impactés, qui s'étendent sur 18 départements.
Par arrêté préfectoral du 7 février 2011, l'Institution interdépartementale des barrages-réservoirs du bassin de la Seine devient l'« Établissement public territorial de bassin » (EPTB) Seine Grands Lacs[réf. nécessaire]. L'année suivante, le conseiller général de Montreuil Frédéric Molossi prend la présidence de l'établissement public, succédant ainsi à Pascal Popelin devenu député.
Les lois MAPTAM de 2014 et NOTRe de 2015 confient la compétence « gestion des milieux aquatiques et prévention des inondations » (Gemapi) aux intercommunalités à compter du 1er janvier 2018. L'établissement public territorial de bassin prend alors la forme d'un syndicat mixte ouvert, par un arrêté du 29 mars 2017. Cela lui permet notamment d'intégrer en 2020 la Métropole du Grand Paris, disposant de la compétence Gemapi sur le Petite Couronne. Le 28 septembre 2021, Patrick Ollier — ancien ministre et Président de la Métropole du Grand Paris — devient président de l'EPTB Seine Grands Lacs.

## Administration
L'établissement public territorial de bassin Seine Grands Lacs est un syndicat mixte ouvert, regroupant plusieurs collectivités territoriales et établissements publics de coopération intercommunale, :
| Membre                      | Type               | Élus au comité |
| --------------------------- | ------------------ | -------------- |
| Métropole du Grand Paris    | EPCI               | 9              |
| Paris                       | Statut particulier | 6              |
| Seine-Saint-Denis           | Département        | 4              |
| Val-de-Marne                | Département        | 4              |
| Hauts-de-Seine              | Département        | 3              |
| Troyes Champagne Métropole  | EPCI               | 2              |
| Saint-Dizier, Der et Blaise | EPCI               | 1              |
| Pays de Meaux               | EPCI               | 1              |
| Grand Est                   | Région             | 1              |

L'établissement public territorial est géré par un comité syndical de 31 élus, qui règle par ses délibérations les affaires de l'EPTB. Le comité syndical délègue une partie de ses fonctions à un bureau syndical composé du président de l'EPTB et de 9 vice-présidents.

## Missions
D'après l'article L213-12 du Code de l'environnement, un établissement public territorial de bassin « est un groupement de collectivités territoriales constitué […] en vue de faciliter, à l'échelle d'un bassin ou d'un groupement de sous-bassins hydrographiques, la prévention des inondations et la défense contre la mer, la gestion équilibrée et durable de la ressource en eau, ainsi que la préservation, la gestion et la restauration de la biodiversité des écosystèmes aquatiques et des zones humides et de contribuer, s'il y a lieu, à l'élaboration et au suivi du schéma d'aménagement et de gestion des eaux ».
En particulier, l'EPTB Seine Grands Lacs assure l'entretien, l'aménagement et l'exploitation des quatre lacs-réservoirs sous sa responsabilité (Pannecière, Seine, Marne et Aube) et de plus de 3 000 hectares de forêts. À noter que les réservoirs du Crescent et de Chaumeçon sont également mis à la disposition de l'institution par EDF,.

### Gestion des lacs

#### Écrêtement des crues et soutien à l'étiage
Les quatre grands lacs de Seine fonctionnent de la même manière. En hiver et au printemps (de novembre à juin), les lacs-réservoirs sont progressivement remplis, grâce aux canaux d'amenée ou au barrage, puisqu'à ces périodes les rivières sont au plus haut. Des prélèvements supplémentaires sont opérés en période de crues, on limite ainsi les inondations : c'est l'« écrêtement des crues ». De juillet à octobre a lieu le « soutien d'étiage » : lorsque, durant l'été, les cours d'eau sont à leur niveau le plus bas, l'eau contenue dans les lacs leur est restituée. Cette vidange peut se prolonger sur le mois de novembre et décembre en cas de sécheresse exceptionnelle. Au 1er novembre, les lacs sont presque vides : il n'y reste que la « tranche morte », la quantité d'eau nécessaire à la survie des poissons dans les lacs et la « tranche de réserve », prévue en cas d'étiage important aux mois de novembre et décembre. Le volume de chacun des lacs-réservoirs dépend de l'importance des crues et des sécheresses. En cas de sécheresse en hiver, les lacs peuvent être amenés à réduire fortement leurs prises, effectuant un compromis avec la nécessité de stocker de l'eau pour l'été
Pendant six ans, de 1992 à 1998, l'IIBRBS, en partenariat avec l'État, la région Île-de-France et l'Agence de l'Eau Seine-Normandie, a réalisé une étude pour estimer les dommages engendrés par une importante crue de la Seine dans la région et rendre compte de l'action des lacs dans ce cas. D'après cette étude, les grands lacs permettraient pour une crue comme celle de 1910 de réduire de 60 cm l'eau à Paris, ce qui aurait comme conséquence financière de réduire le montant des dégâts à 8,4 milliards d'euros au lieu des 12,2 milliards d'euros estimés. Ils représenteraient donc une économie d'environ 4 milliards d'euros. Cependant, d'une part les dépenses liées à la construction des lacs ne sont pas ici prises en compte et, d'autre part, les lacs-réservoirs ne peuvent en aucun cas éviter les crues, seulement les amoindrir. Leur action n'est donc pas suffisante, d'autant plus que les bassins actuels n'influent que sur environ 17 % du bassin de la Seine en amont de la capitale. Enfin, l'Yonne, qui est l'affluent réputé le plus indomptable, est aussi le plus faiblement contrôlé par le dispositif.
En 1995, une autre étude menée par l'IIBRBS et l'Agence de l'Eau Seine-Normandie a démontré que sans les lacs-réservoirs, l'Île-de-France serait confrontée à des pénuries en eau potable, plusieurs jours par an. Toujours d'après cette étude, les pénuries seraient plus fréquentes sur la Marne. Pourtant, comme pour la régulation des crues, le « soutien d'étiage » ne ferait pas disparaître les effets d'une très grande sécheresse et son action pourrait diminuer en cas de forte hausse des besoins, de baisse de la qualité des ressources ou d'importante pollution ayant des effets à long terme. L'augmentation du nombre de lacs-réservoirs amoindrit donc le danger d'un stockage insuffisant, d'où la création assez récente du lac-réservoir Aube.

#### Biodiversité

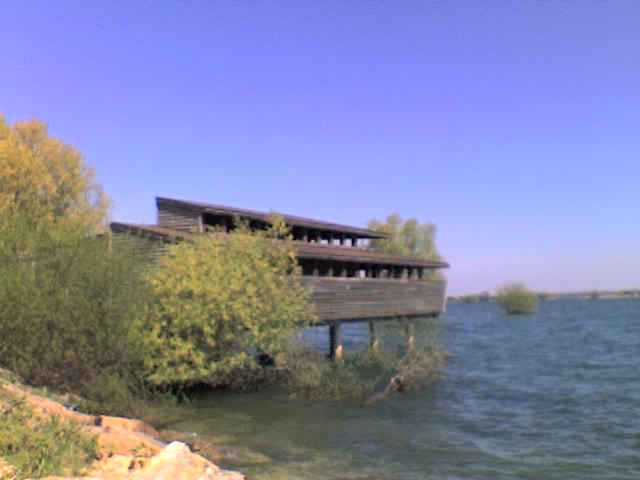
Un observatoire sur le lac du Der.

L'environnement a été profondément transformé par la construction des ouvrages, le paysage aussi : de nombreux hectares de forêt furent détruits pour implanter les lacs. Ils modifient le régime hydraulique des rivières, rendant impossibles certaines crues au printemps, pourtant indispensables à la reproduction du brochet. D'autre part, le lac de Pannecière empêche la libre circulation des truites et limite donc leur reproduction en aval du barrage durant l'hiver. Cependant, leur « qualité écologique » a fait d'eux un lieu de passage important de la grue cendrée et d'autres espèces d'oiseaux lors de leur migration.
Seine Grands Lacs a par ailleurs actuellement en projet la réalisation de trois passes à poissons pour rétablir la continuité écologique sur ses lacs de Champagne.
Les trois lacs de Champagne-Ardenne sont reconnus depuis 1991, à travers le site des étangs de la Champagne humide, par la convention de Ramsar. Ils font également partie des zones de protection spéciale du réseau Natura 2000 du « Lac du Der » ou des « Lacs de la forêt d'Orient ». Ces derniers se trouvent sur le territoire de la Réserve naturelle nationale de la forêt d'Orient. Par ailleurs, chaque année, plus de 1,5 million de visiteurs fréquentent les grands lacs de Seine et leurs infrastructures, comme les ports de plaisance, les pistes cyclables, les parcours de randonnée, les plages aménagées ou encore les observatoires.

### Autres actions en matière de prévention des inondations
En 2015, l'EPTB Seine Grands Lacs se voit confier la mise en œuvre du « programme d'action de prévention des inondations (PAPI) de la Seine et de la Marne franciliennes », signé par l'État et les quatre collectivités membres de l'établissement public. Ce programme inclut des actions de sensibilisation, une surveillance accrue du niveau des nappes phréatiques, une meilleure préparation à la gestion de crise, une prise en compte du risque de crue dans l'urbanisme, des actions pour réduire la vulnérabilité des personnes et des biens, des aménagements pour ralentir les écoulement (notamment les études concernant le projet de la Bassée) ainsi que l'entretien des ouvrages de protection hydrauliques et autres murets anti-crues,. Un deuxième PAPI Seine et de la Marne franciliennes est mis en place pour la période 2023-2029, prévoyant 300 actions pour un coût estimé à 160 millions d'euros hors taxes.
Au total, l'établissement public porte cinq programmes d'action de prévention des inondations : quatre PAPIS actifs (« Seine et de la Marne franciliennes », « Troyes et bassin de la Seine supérieure », « Loing » et « Marne Vallage Perthois ») et deux en cours d'élaboration (« Bassin de l'Yonne » et « Marne moyenne »).

### Projets d'aménagement

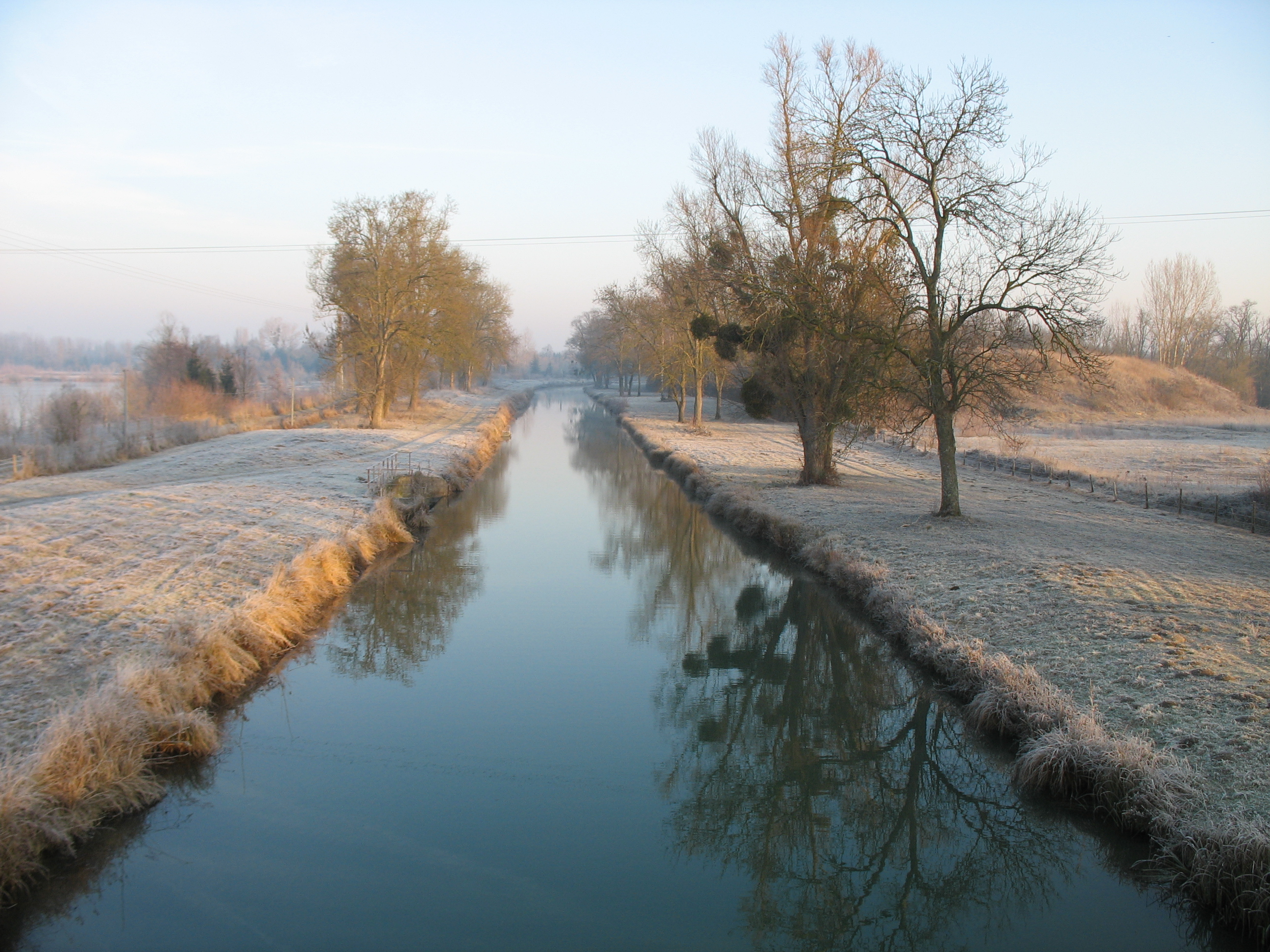
Les zones humides de la Bassée.

Comme le prévient le titre d'un livre de Pascal Popelin, ancien président de l'institution, « un jour l'eau reviendra ». Si les quatre lacs-réservoirs permettent de stocker plus de 800 millions de m3 d'eau, une crue comme celle de 1910 transporte environ 4 milliards de m3. Ainsi, l'institution travaille depuis de nombreuses années sur la création d'un cinquième aménagement.
Des projets de création de nouveaux lacs sont ainsi envisagés par l'EPTB Seine Grands Lacs et ses prédécesseurs, puis abandonnés en raison de la priorité donnée au projet de la Bassée et à la création de bassins de rétention,. L'hypothèse d'un « lac des côtes de Champagne » est étudiée par l'IIBRBS dans les années 1980 et 1990. Le lac aurait permis de contrôler le bassin versant de la Saulx, en amont de Vitry-le-François. Le projet consistait à créer un lac d'une superficie de 2 300 ha et d'une capacité d'environ 130 millions de m3, dans le dernier site aménageable du bassin disposant d'un terrain argileux imperméable. Envisagé après plusieurs années de sécheresses entre 1989 à 1992, l'impact du lac visait à soutenir l'étiage mais se révélait limité sur le plan de la réduction des crues. La construction de nouveaux lacs-réservoirs sur certains affluents de l'Yonne, comme l'Armançon et le Serein, puisque « les crues des rivières du bassin de l'Yonne sont, la plupart du temps, à l'origine de la hauteur maximale en agglomération parisienne ».

#### Le projet Seine Bassée
Dès les années 1990, un projet d'aménagement est également envisagé dans la vallée de la Bassée, en amont de Montereau-Fault-Yonne. Au début des années 2000, le projet consiste encore en la création d'un cinquième lac. Cependant, le projet est revu durant la décennie suivante : il s'agit désormais de créer des « casiers » à proximité de la confluence de la Seine et l'Yonne, qui se rempliraient en période de crue et permettraient de ralentir les inondations. Le but est d'éviter le scénario de la crue de 1910 et la concomitance entre le pic de crue de la Seine et celui de l'Yonne. En 2020, le projet de la Bassée reçoit un avis favorable de l'enquête publique et les autorisations administratives nécessaires à son lancement. La construction d'un premier casier de 367 hectares commence en octobre 2022, sur le site d'anciennes gravière à cheval sur quatre communes de Seine-et-Marne : Balloy, Châtenay-sur-Seine, Égligny et Gravon. Il s'agit de créer 7,6 km de digues ainsi qu'une station de pompage, pour permettre de stocker jusqu'à 10 millions de m3 d'eau. Le projet, piloté par l'EPTB Seine Grands Lacs, est financé à 50 % par l'État, à 30 % par la Métropole du Grand Paris et 20 % par l'EPTB. D'ici 2035, huit autres casiers pourraient être construits, pour une capacité totale de 55 millions de m3 et un coût de 600 millions d'euros. À terme, en cas de crue importante, ces casiers permettraient de faire descendre le niveau de la Seine de 20 à 60 cm.

## Liste des lacs-réservoirs
La présente section liste des lacs-réservoirs gérés par l'EPTB Seine Grands Lacs, dans l'ordre chronologique de leur construction.

### Lac-réservoir de Pannecière (dit Yonne)

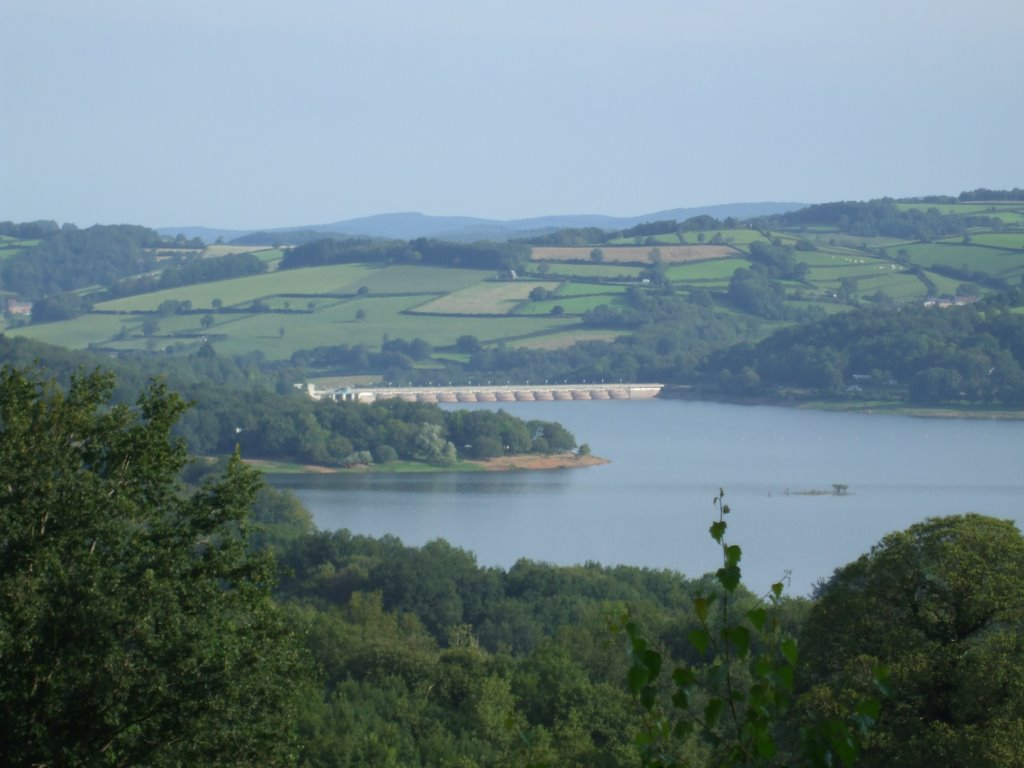
Le lac de Pannecière et son barrage.

Le « lac de Pannecière » ou « lac de Pannecière - Chaumard-sur-l'Yonne » est le premier des grands lacs de Seine à avoir été construit ; il fut inauguré en 1949 et le barrage de Pannecière a été mis en service en 1950. Le lac résulte de la fermeture de la vallée de l'Yonne par un barrage à voûtes multiples et constitue le seul lac bourguignon à être géré par l'EPTB. Il se situe à la confluence de l'Yonne et de l'Houssière, dans le département de la Nièvre, non loin de la ville de Château-Chinon. Avec ses 5,2 km2 de superficie et ses 82,5 millions de m3 de capacité, il est le plus grand des grands lacs morvandiaux. Il fait également partie du parc naturel régional du Morvan.

### Lac-réservoir d'Orient (dit Seine)

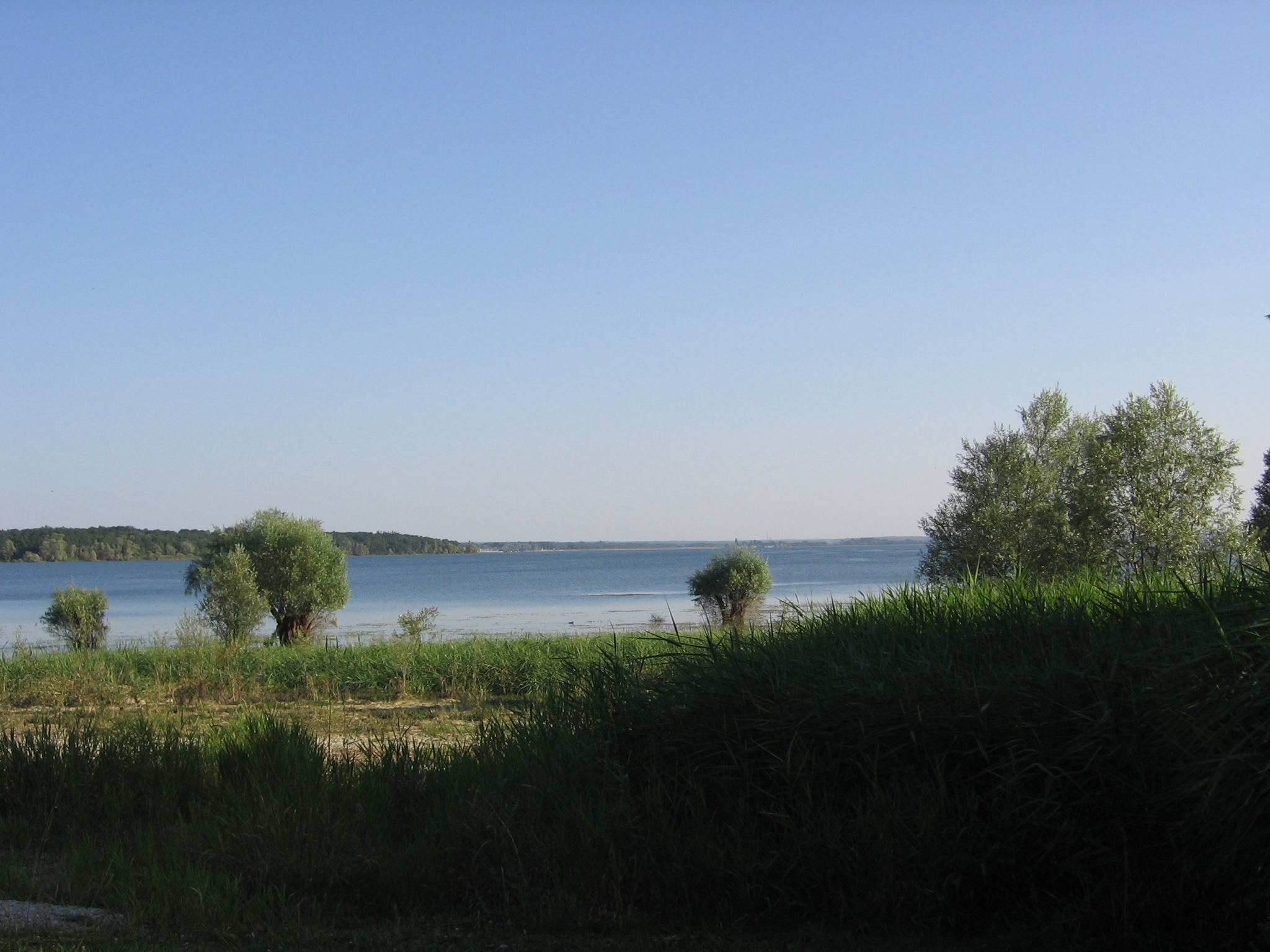
Vue sur le lac d'Orient et sa forêt.

Le « lac d'Orient » ou « lac-réservoir Seine » est situé dans l'Aube, en Champagne-Ardenne, à une douzaine de kilomètres de Troyes. Grâce à ses 23 km2 de superficie et ses 205 millions de m3 de capacité normale, il est le troisième plus grand lac artificiel de France, après le lac du Der-Chantecoq et le lac de Serre-Ponçon et devant le lac de Sainte-Croix. Autrefois appelé « lac de Lusigny » ou encore « lac de la forêt d'Orient », il fut construit pour réguler directement la Seine. Il est mis en service en 1966, devenant ainsi le second grand lac de Seine. De nos jours, le lac fait partie du parc naturel régional de la forêt d'Orient, forêt d'où provient son nom.

### Lac-réservoir du Der-Chantecoq (dit Marne)

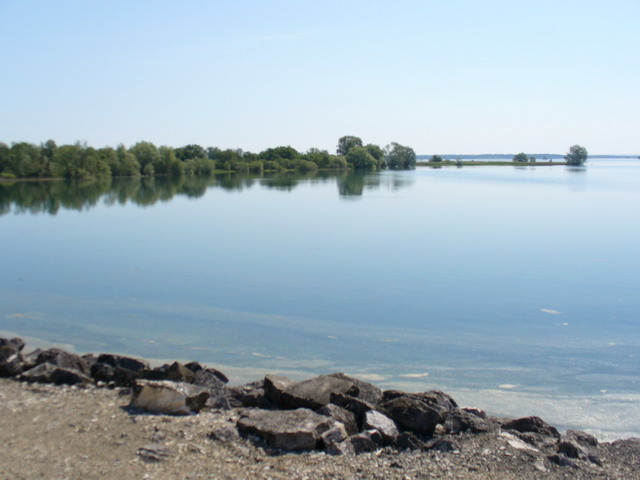
Le lac du Der vu depuis une digue.

Le « lac du Der-Chantecoq » ou « lac-réservoir Marne » (souvent abrégé en « lac du Der ») est le troisième lac construit par l'institution ; il est ainsi inauguré en 1974. Il est situé en Champagne-Ardenne, à la limite des départements de la Marne et de la Haute-Marne. En dérivation de la Marne et d'un de ses affluents, la Blaise, le lac doit son nom à la fois au pays du Der, région naturelle où il est implanté, et au village de Chantecoq qui fut détruit avec ceux de Champaubert-aux-Bois et Nuisement-aux-Bois, lors sa création. Sa capacité nominale est de 350 millions de m3. Avec une superficie de 48 km2, il est le plus grand lac artificiel d'Europe, en excluant les lacs de barrage. Il est par ailleurs le plus grand lac artificiel de France, toutes catégories confondues.

### Lac-réservoir Temple-Amance (dit Aube)
Le « lac-réservoir Aube » est en réalité composé de deux lacs reliés par un canal de jonction : le « lac Amance » et le « lac du Temple ». Le premier tire son nom de la rivière qui le traverse et le second doit le sien aux Templiers, qui possédaient des terres dans la région. Ils se situent eux aussi dans le département de l'Aube. Tandis que le lac Amance, à l'est, est dédié au motonautisme, le lac du Temple, à l'ouest, est quant à lui abandonné à la découverte de la nature. Avec leur capacité normale de 170 hm3 et une superficie totale de 23,2 km2, ils pourraient, s'ils formaient un unique lac, être le troisième plus grand lac artificiel de France, au même niveau que le lac d'Orient ; ils font également partie du parc naturel de la forêt d'Orient. Ils furent mis en eau en 1990, ce qui fait d'eux les derniers lacs de Seine construits.